# Kiki Dee
Kiki Dee, pseudoniem van Pauline Matthews (Bradford, 6 maart 1947), is een Engelse zangeres.
In de late jaren zestig werd ze bekend als blanke soulzangeres. Ze was de eerste blanke Britse zangeres die bij het soul label Motown onder contract kwam. Vanaf 1973 was ze de protegee van Elton John. In die periode scoorde ze haar bekendste hits: "I've got the music in me" (1974), het duet "Don't go breaking my heart" (1976) met Elton John en "Star" (1981).
Vanaf 1984 richtte ze zich tevens op het acteren in (West End-)musicals.
Vanaf medio jaren negentig vormt ze een duo met Carmelo Luggeri, met wie ze voornamelijk in het Britse schnabbelcircuit optreedt.

## Discografie

### Singles
| Single met eventuele hitnotering(en) in de Nederlandse Top 40 | Datum van verschijnen | Datum van binnenkomst | Hoogste positie | Aantal weken | Opmerkingen                                             |
| ------------------------------------------------------------- | --------------------- | --------------------- | --------------- | ------------ | ------------------------------------------------------- |
| Amoureuse                                                     | 1974                  | 05-01-1974            | tip11           | -            |                                                         |
| I've got the music in me                                      | 1974                  | 28-09-1974            | 8               | 9            | als The Kiki Dee Band / #9 in de Single Top 100         |
| How glad I am                                                 | 1975                  | 03-05-1975            | 19              | 6            | als The Kiki Dee Band / #16 in de Single Top 100        |
| Once a fool                                                   | 1976                  | 14-02-1976            | tip22           | -            |                                                         |
| Don't go breaking my heart                                    | 1976                  | 31-07-1976            | 2               | 10           | met Elton John / #3 in de Single Top 100 / Alarmschijf  |
| Stay with me baby                                             | 1979                  | 13-01-1979            | tip11           | -            | #47 in de Single Top 100                                |
| Star                                                          | 1981                  | 04-04-1981            | tip2            | -            | #44 in de Single Top 100                                |
| Another day comes (another day goes)                          | 1986                  | 22-02-1986            | tip11           | -            |                                                         |
| True love                                                     | 1993                  | 20-11-1993            | 11              | 8            | met Elton John / #12 in de Single Top 100 / Alarmschijf |

### NPO Radio 2 Top 2000
| Nummers met noteringen in de NPO Radio 2 Top 2000 | '99  | '00  | '01  | '02  | '03  | '04  | '05  | '06  | '07  | '08  | '09  | '10  | '11-'18 | '19  | '20  | '21  | '22  | '23  | '24  |
| ------------------------------------------------- | ---- | ---- | ---- | ---- | ---- | ---- | ---- | ---- | ---- | ---- | ---- | ---- | ------- | ---- | ---- | ---- | ---- | ---- | ---- |
| Don't Go Breaking My Heart (met Elton John)       | 931  | 1064 | 1106 | 1568 | 1702 | 1415 | 1851 | 1695 | 1763 | 1642 | 1944 | 1967 | -       | 1204 | 1271 | 1072 | 1184 | 1146 | 1549 |
| I've Got the Music in Me                          | 1562 | 1381 | 1778 | 1032 | 1539 | 1488 | 1836 | 1912 | 1831 | 1681 | -    | -    | -       | -    | -    | -    | -    | -    | -    |

1. ↑  Een '-' betekent dat het nummer niet was genoteerd en een vetgedrukt getal geeft de hoogste notering van een nummer aan.

- Bibsys: 4083090
- Biblioteca Nacional de España: XX903159
- Bibliothèque nationale de France: cb13943108q (data)
- Gemeinsame Normdatei: 134356446
- International Standard Name Identifier: 0000 0003 6845 2559
- Library of Congress Control Number: n94106695
- MusicBrainz: ccb4d559-44f9-4927-9cf3-cd1530cc5bcc
- Nationale Bibliotheek van Israël: 987007431440805171
- Réseau des bibliothèques de Suisse occidentale: 02-A006509868
- SNAC: w6544q2v
- Système universitaire de documentation: 252756843
- Virtual International Authority File: 34648199